# Elton Muçollari
Elton Muçollari (Tirana, 14 settembre 1980) è un ex calciatore e giocatore di calcio a 5 albanese, di ruolo centrocampista.